# Caballería (medida de superficie)
La caballería fue una medida de superficie utilizada en el Imperio Español entre los siglos XV y XVIII con unas medidas de 100 por 200 pies (30 × 61 m aproximadamente, o sea unos 1858 m²). 
No obstante esta unidad de medida ya existía en España desde el siglo XII y equivalía a 3863 m².
- en México equivale a 427,956,75 m²
- en Cuba a 134,202.38 m²
- en Honduras a 44 a 9&nbsp 446,666.66m²
- en El Salvador a 44 ha 9&nbsp 446,666.66 m²
- en Nicaragua y Puerto Rico a 45 a 4 490,892 m²
- en Guatemala a 64 mz o 44.66 ha = 446,666.66 m²

## Historia
Se repartía una caballería entre los miembros de una expedición guerrera que habían participado como jinetes en la conquista de un territorio, condicionada a que una vez instalados en ese lugar, se comprometieran en la defensa de la ciudad donde se habían establecido como vecinos. 